# Maša Haľamová

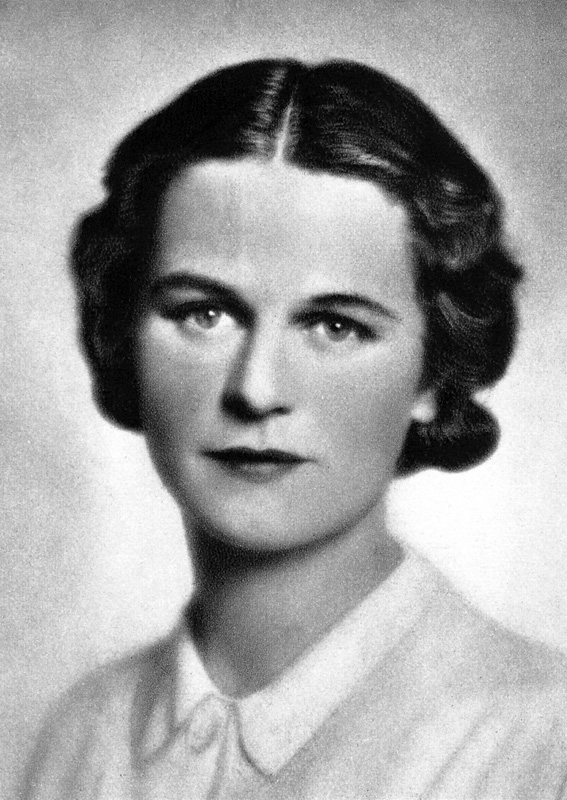
Maša Haľamová (1937)

Maša Haľamová (verh. Pullmanová; geb. 28. August 1908 in Blatnica; gest. 7. Juli 1995 in Bratislava) war eine slowakische Schriftstellerin, Kinderbuchautorin und Übersetzerin. Sie gilt als herausragende Vertreterin der Literatur ihres Landes in der Zwischenkriegszeit des 20. Jahrhunderts.

## Biographie
Maša Haľamová kam 1908 in der mittelslowakischen Gemeinde Blatnica zur Welt. Ihr Vater, ein Safranhändler, war oft beruflich im Ausland unterwegs. Nach dem frühen Tod ihrer Mutter wurde sie von einem mit der Familie befreundeten Lehrer aufgenommen.

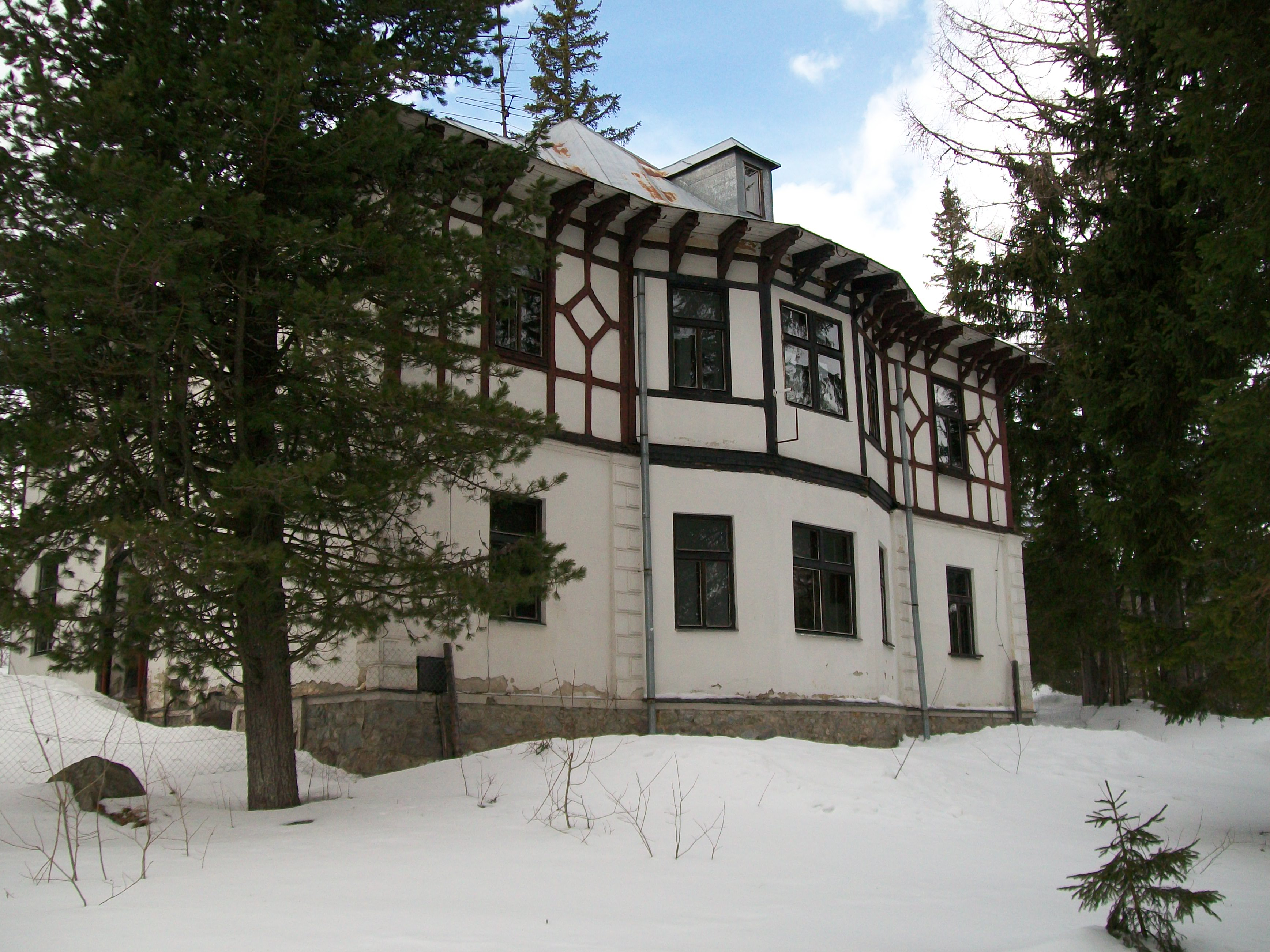
In der Villa Marína in Štrbské Pleso lebte Haľamová von 1930 bis 1956.

Haľamová besuchte Schulen im nordslowakischen Martin und in Stara Pazova, das heute zu Serbien gehört. Sie schloss ihre Schulzeit 1925 in Martin ab und arbeitete zunächst am Institut für Kultur und Erwachsenenbildung in Bratislava, 1926 zog sie nach Nový Smokovec, einer Stadt in der Hohen Tatra, wo sie in einem Sanatorium arbeitete. Von 1929 bis 1930 lebte Haľamová in Paris, wo sie Französisch studierte. 1930 ließ sie sich mit ihrem Mann, dem Arzt Ján Pullman, in Štrbské Pleso, einem Kurort in der Hohe Tatra, nieder. Sie lebten dort in der Villa Mariana, die nach dem berühmten Gedicht von Andrej Sládkovič benannt ist. Diese Zeit in der Gebirgsregion prägte ihr dichterisches Werk stark.
Nach dem frühen Tod ihres Mannes im Jahr 1956 zog sie zurück nach Martin. Nach einer Zeit im Verlag Osveta, arbeitete sie von 1959 bis zu ihrer Pensionierung im Jahr 1973 bei dem Verlag Mladé letá in Bratislava, der auf Jugendliteratur spezialisiert war.
Neben ihrer schriftstellerischen Tätigkeit und der Verlagsarbeit übersetzte sie Literatur, vor allem für Kinder, aus dem Russischen, Sorbischen und Tschechischen ins Slowakische. Sie interessierte sich auch für den Skisport und nahm als jüngste Schiedsrichterin bei den Nordische Skiweltmeisterschaften teil, die 1935 in Vysoké Tatry in der Hohen Tatra ausgerichtet wurde.
Maša Haľamová starb 1995 in Bratislava.

## Werk
Haľamová gilt als eine der bedeutenden slowakischen Autorinnen des 20. Jahrhunderts und wird häufig als beste Dichterin ihres Landes in der ersten Hälfte des 20. Jahrhunderts bezeichnet.
Sie begann mit der Veröffentlichung von Gedichten in verschiedenen slowakischen Zeitschriften, darunter wie Slovenských pohľadoch, Živene und Eláne. Ihre erste Lyrik-Sammlung, „Dar“ [Geschenk], erschien 1928. Diese und die nachfolgende Sammlung „Červený mak“ gelten als wegweisende Werke der Zwischenkriegszeit in der Slowakei.
Haľamovás Werk wird als Teil der slowakischen Moderne charakterisiert und enthält Elemente des Symbolismus. Sie schrieb oft in freien Versen und wurde von Kritikern als „wahre Meisterin der kurzen poetischen Skizze“ bezeichnet. Ihr Werk gilt als äußerst emotional, meist einfach und geradlinig, mit einer, wie der slowakische Literaturkritiker Milan Pišút es nannte, „kindlichen Treue zum Leben“. Ihre Gedichte handeln zumeist von Liebe, Enttäuschung und Leidenschaft. Ihre spätere Lyrik ist zutiefst vom frühen Tod ihres Mannes geprägt, insbesondere die 1966 erschienene Sammlung „Smrť tvoju žijem“. Sie schrieb auch über die Natur und bearbeitete hier insbesondere Eindrücke aus ihrer Zeit in der Hohen Tatra.
Neben mehreren Einzelbänden wurden ihre gesammelten Werke dreimal unter dem Titel Básne [Gedichte] veröffentlicht (1957, 1972 und 1978). Sie schrieb auch Sammlungen von Märchenen und Gedichten für Kinder.
Maša Haľamovás Gedichte wurden von Komponisten wie Igor Dibák, Ivan Hrušovský, Peter Zagar, Ladislav Stanček und Tibor Frešo vertont.

## Auszeichnungen
- 1983 Ernennung zur Nationalen Künstlerin der Tschechoslowakei[4][14]
- 2008 Sonderbriefmarke der slowakischen Post[12]

## Ausgewählte Veröffentlichungen

### Lyrik
- Dar [Geschenk] (1928)
- Červený mak [Roter Mohn] (1932)
- Básne [Gedichte] (1955)
- Smrť tvoju žijem [Ich lebe deinen Tod] (1966)
- Čriepky [Schnipsel] (1993)

### Kinderliteratur
- Mechúrik Koščúrik s kamarátmi [Mechúrik Koščúrik mit seinen Freunden] (1962)
- Petrišorka (1965)
- O sýkorke z kokosového domčeka [Über die Meise aus dem Kokosnusshaus] (1976)

### Essays
- Vzácnejšie než zlato [Rarer als Gold] (1988)
- Vyznania [Bekenntnis] (1988)
- Tatranské listy [Briefe aus der Tatra] (posthum erschienen, 2001)